# Suomalainen Kirjakauppa
Suomalainen Kirjakauppa Oy (en français : librairie finlandaise) est une chaîne de librairies en Finlande.
Suomalainen Kirjakauppa est une filiale du groupe Otava.

## Historique
Suomalainen Kirjakauppa est fondée en 1912 sous le nom de Helsingin Suomalainen Kirjakauppa Oy.
La librairie en ligne Suomalainen.com a été fondée en 1999.
Suomalainen Kirjakauppa est devenue la plus grande chaîne de librairies de Finlande en 1997, lorsque Akateeminen Kirjakauppa, propriété de Stockmann, lui a vendu six magasins à Jyväskylä, Oulu, Joensuu, Lappeenranta, Kuopio et Vaasa.
En août 2011, Sanoma a vendu la chaîne au groupe Otava.

## Librairies
- Espoo
  - Sello
  - Iso Omena
  - Entresse
  - Ainoa
- Forssa
- Hamina
- Heinola
- Helsinki
  - Aleksi 15
  - Arabia
  - Columbus
  - Itäkeskus
  - Kaari
  - Kamppi
  - Malmi
  - Munkkivuori
  - Redi
  - Tripla
- Hyvinkää
- Hämeenlinna
- Iisalmi
- Imatra
- Joensuu
- Jyväskylä
  - Torikeskus
  - Seppä
- Jämsä
- Järvenpää
- Kajaani
- Kemi
- Kempele
- Kerava
- Kokkola
- Kotka
- Kouvola
- Kuopio
  - Matkus
  - Minna
- Kuusamo
- Lahti
- Lappeenranta
- Lempäälä
- Lohja
- Mikkeli
- Oulu
- Pori
- Porvoo
- Raisio
- Rauma
- Riihimäki
- Rovaniemi
- Salo
- Savonlinna
- Seinäjoki
- Tampere
  - Duo
  - Hämeenkatu 5
  - Hämeenkatu 18
  - Koskikeskus
  - Ratina
- Turku
  - Hansa
  - Skanssi
- Vaasa
- Vantaa
  - Dixi
  - Jumbo
  - Myyrmäki
  - Aéroport Terminal 1
  - Aéroport Terminal 2
  - Aéroport Hors Schengen
- Varkaus